# Morella javanica
Morella javanica är en porsväxtart som först beskrevs av Carl Ludwig von Blume, och fick sitt nu gällande namn av Ian Mark Turner. Morella javanica ingår i släktet Morella och familjen porsväxter. Inga underarter finns listade i Catalogue of Life.